# Gujranwala
Gujranwala (en ourdou :  گوجرانوالہ) est une ville pakistanaise, capitale du district de Gujranwala, située dans le Nord de la province du Pendjab. Elle est l'une des plus importantes villes du pays.
Peuplée de 2,5 millions d'habitants en 2023, elle est la cinquième ville du pays, et la quatrième de la province. Elle se situe par 32° 09' de latitude Nord et 74° 11' de longitude Est, à environ 70 kilomètres au nord de Lahore, la capitale provinciale, et 250 kilomètres au sud-est d'Islamabad, la capitale fédérale.

## Histoire
La ville a été fondée au XVIe siècle puis a été conquise par les Britanniques en 1849, qui ont contribué à développer son système de transport, notamment grâce à la construction de lignes ferroviaires. En 1951, la ville devient la capitale du district de nouvellement créé.

## Démographie
La population de la ville a été multipliée par plus de trois entre 1972 et 1998, passant de 323 880 habitants à 1 124 799 en 1998. Le recensement de 2017 comptabilise la population à 2 027 001 habitants, ce qui en fait l'une des villes les plus dynamiques du pays. En 2023, la population est recensée à 2,5 millions d'habitants.
Près de 89 % de la ville parle pendjabi, et on trouve une importante minorité parlant ourdou (10 %) et une petite minorités de Pachtounes (1 %). Musulmane à 97 %, la ville compte également près de 3 % de chrétiens. 
Le taux d'alphabétisation s'inscrit à 79,4 % en 2023, un taux quasi-identique pour les hommes et les femmes, un fait rare dans le pays. 
|            | 1972 (rec.) | 1981 (rec.) | 1998 (rec.) | 2017 (rec.) | 2023 (rec.) |
| ---------- | ----------- | ----------- | ----------- | ----------- | ----------- |
| Population | 323 880     | 600 993     | 1 124 799   | 2 027 001   | 2 511 118   |

## Économie

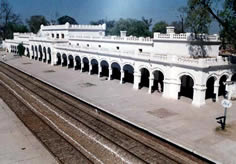
La gare de Gujranwala.

Gujranwala est un important centre industriel du nord du Pendjab, avec d'importantes usines de textiles, de couverts, d'équipements d'agriculture, de plastique, de céramique, etc. La ville dispose ainsi d'un réseau de transports important, étant notamment situé dans la ligne de train Lahore-Rawalpindi ainsi que par la route nationale no 5.
La ville a aussi une grande activité agricole grâce à un réseau d'irrigation développe, notamment de coton, de riz, de blé, d'orge et de millet.
La ville est principalement alimentée en électricité par les barrages voisins sur la rivière Chenab. Toutefois, en raison de la faiblesse de la production et de la vétusté du réseau, des importantes coupures de courants ont lieu, fragilisant l’industrie et provoquant des troubles sociaux occasionnel.

## Éducation
La ville contient de nombreuses institutions scolaires et universitaires, la plus importante étant un campus de l'université du Pendjab, et propose des cursus en informatique, en commerce, en droit et gestion.

## Politique
La ville est un fief important de la Ligue musulmane du Pakistan (N) qui réalise d'importants scores lors des élections. À l'Assemblée nationale, le district de Gujranwala est représenté par les sept circonscriptions no 95 à 101. Lors des élections législatives de 2008, elles ont été remportées par cinq candidats de la Ligue musulmane du Pakistan (N) et deux du Parti du peuple pakistanais, et durant les élections législatives de 2013 elles sont toutes remportées par des candidats de la Ligue musulmane du Pakistan (N).
Depuis le redécoupage électoral de 2018, la ville de Gujranwala est représentée par le deux circonscriptions nationales no 81 et 82 et les cinq circonscriptions 54 à 58 à l'Assemblée provinciale du Pendjab. Lors des élections législatives de 2018, elles sont toutes remportées par des candidats de la Ligue.
| Parti                                        | Voix (national) | %      | Élus nationaux |
| -------------------------------------------- | --------------- | ------ | -------------- |
| Ligue musulmane du Pakistan (N)              | 248 513         | 52,6 % | 2              |
| Mouvement du Pakistan pour la justice        | 155 946         | 33,0 % | 0              |
| Autres partis et indépendants                | 68 023          | 14,4 % | 0              |
| Total exprimés (participation : 51,4 %)      | 472 482         | 100 %  | 2              |
| Source : Commission électorale du Pakistan,. |                 |        |                |

## Personnalités
- Khalid Hamid (1961-), joueur de hockey sur gazon, champion olympique en 1984.
- Muhammad Rafiq Tarar (1929-2022), homme d'État.